# Кадетски клон
В историята и хералдиката кадетският клон се състои от потомците по мъжка линия на по-малките синове на монарха или патриарха (кадети). В управляващите династии и благороднически фамилии в голяма част от Европа и Азия основните активи на семейството (кралство, титли, феодални владения, собственост и доходи) исторически са били предавани от баща на неговия първороден син в това, което е известно като примогенитура; по-младите синове, кадетите, наследяват по-малко богатство и авторитет (като малък апанаж, които да предадат на потомците си.
В семейства и култури, в които това не е било обичай или закон, като феодалната Свещена Римска империя, равното разпределение на притежанията на семейството между мъжките членове в крайна сметка е водело да разпокъсване на наследството до такава степен, че да го направи твърде малко за потомците да поддържат социално-икономическото ниво на техния предшественик. В допълнение братята и техните потомци понякога се карат за разпределението на имуществото или дори се отчуждават. Постепенно агнатската примогенитура се превръща в обичаен начин за запазване на семейното богатство и намаляване на семейните спорове, но това е за сметка на по-младите синове и техните потомци. Както преди, така и след въвеждане на нормативна уредба от страна на държавате относно наследяването по първородство, по-малките братя понякога се състезават с по-големите, за да бъдат избрани за наследник на баща си или, след като изборът е направен, се стремят да узурпират първородството на по-големия.
В такива случаи основната отговорност за насърчаване на престижа и богатството на семейството пада върху старшия клон за бъдещите поколения. От кадет, който има по-малко средства, не се очаква да създаде семейство. Ако кадет избере да създаде семейство, от членовете му се очаква да запазят социалния статус на семейството, като избягват дерогация, но могат да се стремят към начинания, които са твърде унизителни или твърде рисковани за старшия клон, като емиграция във владение на друг суверен, ангажиране в търговия или в професии като право, религия, научна дейност, военна или държавна служба.
Някои кадетски клонове наследяват короната на старшата линия, например графовете Бурбон се качват на трона на Франция (след гражданската война) през 1593 г.; династията на Савоя-Каринян наследява кралствата Сардиния (1831) и Италия (1861); графовете Пфалц-Цвайбрюкен получават курфюрство Пфалц на Рейн (1799) и Кралство Бавария (1806, а сваленият херцог на Насау-Вайлбург е възстановен до суверенитет във Великото херцогство Люксембург (1890 г.).
В други случаи младшият клон дори засенчва по ранг и власт старшата линия, например курфюрстите и кралете на Саксония, които са по-млад клон на род Ветини от Великите херцози на Саксония-Ваймар.
Един още по-млад клон на род Ветини, оглавяван от владетелите на малкото херцогство Сакс-Кобург и Гота, чрез дипломация или брак през XIX и XX век получават кралските корони или се женят за монарха на, последователно, Белгия, Португалия, България и кралствата от Британската общност. Освен това бракът с мъже от кадетските клонове на родовете Олденбург (Холщайн-Готорп), Полиняк и Бурбон-Парма довежда тези династии по бащина линия до троновете съответно на Русия, Монако и Люксембург. Холандският кралски род в различни периоди е бил кадетски клон на Мекленбург и Липе (-Бистерфелд). В кралствата на Британската общност, потомците по мъжка линия на принц Филип, херцог на Единбург, са кадети, членове на род Глюксбург .
Съществува риск статутът на кадетските клонове, поддържащи законни наследници, да се понижи поради намалялото богатство, което е твърде оскъдно, за да оцелее в променящите се политически катаклизми, както и поради непопулярността или дистанцирането на властващата линия.
- Клонът на Капетингите на последния „принц“ на принцовете дьо Куртене изчезна през 1733 г., без членовете да бъдат признати от короната като династични принцове „на кръвта“, въпреки че има неоспорим, макар и отдалечен произход по мъжка линия от френския крал Луи VI .
- Принцовете ди Отаяно (от рода на Медичите) са били законни наследници на Великото херцогство Тоскана, когато последният мъж от старшия клон умира през 1737 г., но тъй като са били заобиколени от големите сили в Европа, последните се намесват и дават титлата на Франц II , от рода на Лотарингите.
- Фамилията Романови, която доминира руския трон (в резултат на родство чрез брак с цар Иван Грозни) от 1613 г. до края на монархията, не иска да подчертава, че произлиза от владетеля-основател от IX век Рюрик след 1880 г., когато цар Александър II се жени за Екатерина Дългорукова, принцеса от Рюриковичите. Това отчасти цели да предотврати последващи деца от кадетския клон да имат претенции към трона, а отчасти се дължи и на факта, че бракът е смятан за морганатичен.

## Известни кадетски клонове
- Династията Йорк: потомци на четвъртия син на Едуард III Плантагенет, крал на Англия, която в хода на Войните на розите (1455 – 1485) измества агнатично старшата линия на Плантагенетите, клонът на Ланкастърската династия, на английски трон (1461 г.). Впоследствие самите те са изместени от потомък на Ланкастър, Хенри Тюдор, граф на Ричмънд, който получава короната, завладявайки я от Ричард III (август 1485 г.). Като Хенри VII, той взима за консорт наследницата на кадетския клон, Елизабет от Йорк, през януари 1486 г. По този начин техният син, Хенри VIII, обединява в свое лице и на трона на Англия двата клона на Плантагенетите и основава династията на Тюдорите, която управлява Англия до 1603 г.
- Родът Шлезвиг-Холщайн-Зондербург-Глюксбург: потомци на по-малък син на датския крал Кристиан III (от Олденбургската династия), които в крайна сметка стават монарси на Дания, Норвегия и Гърция.
- Династията на Бурбоните: потомци на по-малък син на френския крал Луи IX, която в лицето на Анри IV наследява трона на Франция от старшата линия на Валоа – Капетингите – през 1589 г. и от която произлизат кралете на Бурбон на Испания ( включително карлистките и френските легитимистки линии), кралете на Двете Сицилии и суверенните херцози на Парма, които в момента управляват Великото херцогство Люксембург като кадетска линия. Също така от Луи XIII произлиза кадетският клон, известен като Орлеанска династия,[1] към която принадлежат крал Луи-Филип, орлеанистките претенденти за престола на Франция (Анри, граф на Париж, херцог на Франция), както и родът Орлеан-Браганса.
- Родът Гонзага: благородническата фамилия, която управлява в Мантуа, има някои кадетски клона.
- Домът Гиз: въпреки че херцозите на Лотарингия имат независимост, номинално те са васали на императорите на Свещената Римска империя и тяхното геополитическо значение се крие не толкова в размера на тяхното херцогство, колкото в решаващото му местоположение между конкуриращите се френски и германски нации. По-малкият брат на херцог Антон, Клод от Лотарингия, получава владението на Гиз във Франция и се отправя към френския двор в търсене на своето богатство. Там му е дадена титлата херцог на Гиз като член на висшата аристокрация на Франция, като той и неговите потомци по мъжка линия от тогава нататък получават ранг prince étranger (букв. чуждестранен принц). С широкото разпространяване на калвинизма сред благородническата и търговската класа на Франция, потомците на Клод прегръщат Контрареформацията и сформират Католическата лига, за да попречат на монарх – протестант да наследи или завземе трона на последните крале от династия Валоа. Тяхното ръководство на Лигата дава на дом Гиз несравнима власт във френската политика. Лидерската роля на рода по време на френските религиозни войни допълнително разширява влиянието му в европейските дела до възкачването на Бурбоните на трона през 1593 г. и далеч надхвърля влиянието на техните братовчеди от старшата линия, управляващи в Нанси.
- Родът Мандела: Нелсън Мандела, покойният президент на Република Южна Африка, е правнук по мъжка линия на крал Нгубенгчука от племетотембу от южноафриканската народност кхоса. Той и останалите членове на рода Мандела от управляващата кралска династия Амахала обаче нямат право да наследят трона на тембу, защото всички произлизат от морганатичния брак на Нгубенгчука с жена с ритуално по-нисък статус. В резултат традиционната роля на рода Мандела в кралството е тази на наследствени тайни съветници на монарсите на тембу, без самите те да са в състояние да наследят трона. В допълнение, признатият лидер на семейството, вождът Мандла Мандела, също по традиция служи като племенен вожд на мвезо под ръководството на своя роднина, върховният вожд на тембу, понастоящем крал Буйелехая Далиндйебо.
- Родът Спенсър: общият клон на рода Спенсър произлиза от Джон Спенсър, най-малкият син на Чарлз Спенсър, 3-ти граф на Съндърланд и лейди Ан Чърчил. Най-големият син на двойката, Робърт, наследява титлата на баща си граф Съндърланд. Когато Робърт, 4-ти граф на Съндърланд, умира без наследник, титлите му по бащина линия преминават към по-малкия му брат Чарлс, който по-късно наследява и титлата херцог на Марлборо след смъртта на леля си Хенриета и става 3-ти херцог на Марлборо. Потомците на Чарлс (по-късно известни като Спенсър-Чърчил) стават старшият клон на фамилията Спенсър. По-малкият му брат, Джон, има един-единствен син, също на име Джон, който става първият граф Спенсър. От линията на графовете Спенсър произлизат много видни фигури, включително Даяна, принцесата на Уелс, чийто син Уилям, принц на Уелс, е наследник на короната на Обединеното кралство.
- Родът Уелингтън: Артър Уелсли, по-малкият брат на Ричард Уелсли, 2-ри граф Морнингтън, започва кариерата си като протеже на по-големия си брат. Той влиза в армията, традиционна професия на по-младите синове. От 1809 до 1814 г. той печели поредица от значими победи и е удостоен с поредица от възходящи титли; барон Дуро, виконт Уелингтън, граф на Уелингтън, маркиз на Уелингтън и накрая херцог на Уелингтън. Потомъкът на барон Коули, най-малкият брат на Ричард Уелсли, става граф на Коули, като по този начин неговата младша линия на семейството също постига по-висок статут от този, който графството на Морнингтън има в Ирландия.
- В рода Сауд, фамилното име Ал Сауд се носи от всеки потомък на Мохамед бин Сауд или неговите трима братя: Фархан, Тунаян и Мишари. Другите семейни клонове на Ал Сауд, като Ал Кабир, Ал Джилуви, Ал Тунаян, Ал Мишари и Ал Фархан, са кадетски клонове. Членовете на кадетските клонове заемат високи и влиятелни позиции в правителството, но не са в линията на наследяване на саудитския трон.[2][3] Много членове на кадетския клон се женят в рамките на рода Ал Сауд, за да възстановят родословието си и да продължат да упражняват влияние в правителството. Обръщението към синове, дъщери, внучки по бащина линия и внуци на Абдул Азиз бин Сауд е „Негово кралско височество“, за разлика от тези, принадлежащи към кадетските клонове, към които обръщението е „Негово височество“. В допълнение управляващият крал носи титлата Пазител на двете свещени джамии.[2][3][4]